# Màn hình võng mạc ảo

Một sơ đồ mô tả cách hoạt động của màn hình võng mạc ảo

Một Màn hình võng mạc ảo, hay máy chiếu võng mạc, màn hình quét võng mạc là một kỹ thuật hiển thị hình ảnh bằng vẽ các đối tượng ảnh thẳng lên võng mạc của con mắt. Người dùng nhìn thấy hình ảnh giống như nó xuất hiện trước mắt họ.

## Lịch sử
Trong quá khứ các hệ thống tương tự đã được thực hiện bằng cách chiếu lên một màn hình nhỏ trước mắt người dùng, thường là kính mắt. Người dùng hướng đôi mắt vào một màn hình ảo, nơi các hình ảnh hiển thị. Nhược điểm của phương pháp này là khu vực hiển thị bị hạn chế bởi "màn hình", và hình ảnh chỉ hiện rõ khi mắt người dùng ở một góc nhìn và chiều sâu thích hợp. Hạn chế về độ sáng làm cho kiểu hiển thị này chỉ thích hợp trong nhà.
Chỉ một số phát triển gần đây thực hiện được một hệ thống màn hình võng mạc ảo đúng nghĩa. Các điốt phát quang độ sáng mạnh cho phép tạo các màn hình đủ sáng để sử dụng trong ánh sáng ban ngày, và kỹ thuật tự thích ứng quang học cho phép hệ thống tự chuẩn hóa khi gặp những bất thường trong mắt. Kết quả là một kỹ thuật hiển thị không màn hình tuyệt vời có độ phân giải cao, ánh sáng và màu sắc tốt hơn các công nghệ hiển thị tốt nhất.
Kỹ thuật màn hình võng mạc ảo được Kazuo Yoshinaka của hãng Nippon Electric phát minh năm 1986  Các nghiên cứu tại Đại học Washington cũng đưa ra một hệ thống tương tự năm 1991. Hầu hết các nghiên cứu về kỹ thuật màn hình ảo đều có liên quan tới các hệ thống thực tại ảo. Kỹ thuật có ưu thế hơn các kỹ thuật hiển thị truyền thống do nhỏ hơn, tuy cũng có những nhược điểm chung như cần một hệ thống quang học để chuyển tải hình ảnh, trước đây thường là một hệ thống giống kính mát. Màn hình cũng có thể sử dụng như một phần của một hệ thống máy tính.
Gần đây, có một vài hướng nghiên cứu mới tích hợp màn hình võng mạc ảo với các thiết bị di động như điện thoại, PDA và một số máy hiển thị video. Trong trường hợp này thiết bị được đặt trước mắt người dùng, tự động xác định tình trạng của mắt và chiếu hình ảnh vào mắt bằng thuật toán vận động bồi thường. Bằng cách này ta có được một màn hình full size trên một thiết bị nhỏ.

## Ứng dụng

### Quân sự
Màn hình võng mạc ảo đã được nghiên cứu để sử dụng thay thế cho Màn hình trên mũ bảo hiểm. Tuy nhiên, hiện không có hệ thống sử dụng màn hình võng mạc ảo nào đã được đưa vào sử dụng, các hệ thống màn hình trên mũ bảo hiểm vẫn được sử dụng và phát triển theo hướng hiển thị ba chiều.

### Y tế
Một hệ thống hỗ trợ có thể giúp các bác sĩ trong những hoạt động y tế phức tạp. Ví dụ khi một bác sĩ phẫu thuật, họ có thể theo dõi các thông quan trọng của bệnh nhân, chẳng hạn huyết áp hay nhịp tim. Đối với các quy trình như đặt ống đỡ động mạch, các hình ảnh như ảnh chụp cộng hưởng từ, ảnh chụp cắt lớp có thể được lồng vào hình ảnh thực tế để hỗ trợ cho ca phẫu thuật.